# Христианство в Лаосе
Христианство исповедуют, по разным данным, от 1,5 до 3,4 % населения Лаоса, жители которого в основном являются буддистами и анимистами. Численность христиан в этой стране заметно растёт, они преимущественно являются (примерно в равном соотношении) протестантами и католиками. Увеличивается влияние евангелических миссионеров.
В отличие от многих других коммунистических стран, в Лаосе не было агрессивной антирелигиозной пропаганды, однако отношения между правительством и христианами всегда были напряжёнными. По итогам исследования международной благотворительной христианской организации «Open Doors» за 2014 год, Лаос занимает 21-е место в списке стран, где чаще всего притесняют права христиан. Лаос относят к странам с тенденцией к ущемлению свободы вероисповедания.

## Нынешнее положение
Хотя христианство является одной из четырёх религий, практика которых разрешена местным правительством, а Конституция Лаоса гарантирует свободу вероисповедания, положение христиан в Лаосе остаётся напряжённым.
Коммунистическая партия, возглавляющая Лаос с 1975 года, стала известна злоупотреблениями правами протестантского меньшинства в стране. Государство контролирует Церковь, христиане могут подвергаться преследованиям, лишиться права на образование, могут быть выселены из своих домов. Некоторых христиан арестовывают и заставляют отречься от своих убеждений. В 2001 году лаосское правительство требовало от региональных властей закрыть все христианские церкви в стране, начиная с тех, что находятся в деревнях.
Антихристианские настроения особенно сильны в сельской местности, где по-прежнему преобладают анимистические верования. Деревенские жители считают христианство чужеродной религией: по их мнению, поклонение христианству может разозлить духов, охраняющих их поселения. Принявшие христианство крестьяне рискуют быть изгнанными из общины или подвергнуться физическому насилию.

### Католицизм
Католицизм распространён в центре, на юге страны и в крупных городах, преимущественно среди этнических вьетов. В Лаосе проживают около 45 тысяч католиков, их права притесняют не так сильно, как права протестантов.

### Православие
Согласно «отчёту о жизни и деятельности Представительства Русской православной церкви в Таиланде за 2012 год»: «Православие представлено в Лаосе, как сотрудниками Российского Посольства и других государственных и коммерческих организаций РФ, так и группой граждан республик бывшего СССР, постоянно проживающих в Лаосе, в результате смешанных браков и членами их семей, а также небольшим количеством коренных лаосцев, принявших Православие. Общее количество православной общины можно определить до 200 человек. В настоящее время остро стоит вопрос устроения для их нужд православного храма»
В 2016 году был рукоположён в сан священника первый коренной лаосец — иеромонах Михей (Пхиасаявонг). В том же году он перевёл на лаосский язык учебник «Закон Божий» Серафима Слободского.

### Протестантизм
Несмотря на все сложности, численность лаосских протестантов в последнее время продолжает расти: всего в стране насчитывается около 400 протестантских приходов с около 100 тысячами верующих. Большинство последователей протестантизма — представители небольших мон-кхмерских народностей, особенно народы кхму, бру, а также хмонги.